# Dans les catacombes de Venise
Pour les articles homonymes, voir I due Foscari (homonymie).
Pour plus de détails, voir Fiche technique et Distribution.
Dans les catacombes de Venise (I due Foscari) est un film dramatique et médiéval italien co-écrit et réalisé par Enrico Fulchignoni et sorti en 1942. Le film est également scénarisé par le jeune Michelangelo Antonioni.
Le film est adapté de la tragédie théâtrale Les Deux Foscari (The Two Foscari: An Historical Tragedy) créée en 1821 par Lord Byron ainsi que de l'opéra I due Foscari (1844) qu'en a fait Giuseppe Verdi, dont la musique, orchestrée par Fernando Previtali, est utilisée dans le film.

## Synopsis
À Venise, au mitan du XVIe siècle, Jacopo Foscari, le dernier fils survivant du doge de Venise, Francesco, est injustement exilé à deux reprises ; la première fois pour trahison envers la République et la seconde pour le meurtre d'un membre du Conseil des Dix, appartenant à la famille Faredano, qui avait toujours été un ennemi des Foscari. Il est rappelé de son second exil pour répondre aux lourdes accusations de trahison. Le Conseil décide finalement de l'exiler une troisième fois et cette fois à perpétuité. Son père, le doge Francesco Foscari, signe le décret, même si son esprit est désespéré par ce malheur. Son fils Jacopo, dans un esprit patriotique, accepte la sentence, mais se laisse mourir. Le Conseil des Dix force la main de Francesco et l'oblige à abdiquer. Ainsi, alors que les cloches sonnent pour indiquer le début des élections du nouveau doge, Francesco meurt.

## Fiche technique
- Titre français : Dans les catacombes de Venise ou Les Deux Foscari[1]
- Titre original italien : I due Foscari[2]
- Réalisation : Enrico Fulchignoni
- Scenario : Enrico Fulchignoni, Michelangelo Antonioni, Gaetano Campanile Mancini, Mino Doletti (it), d'après la pièce Les Deux Foscari (en) (The Two Foscari: An Historical Tragedy) créée en 1821 par Lord Byron
- Photographie : Ubaldo Arata
- Montage : Dolores Tamburini (it)
- Musique : Fernando Previtali d'après l'opéra de Giuseppe Verdi
- Décors : Amleto Bonetti, Gustavo Abel
- Costumes : Domenico Gaido, Rosi Gori
- Maquillage : Aldo Reni
- Production : Michele Scalera, Salvatore Scalera
- Société de production : Scalera Film
- Société de distribution : Scalera Film (Italie)
- Pays de production :  Royaume d'Italie
- Langue originale : italien
- Format : Noir et blanc - Son mono
- Durée : 85 minutes
- Genre : Drame historique, biographie politique[1]
- Dates de sortie :
  - Royaume d'Italie : 24 octobre 1942
  - France : 13 juillet 1945[1]

## Distribution
- Rossano Brazzi : Jacopo Foscari
- Carlo Ninchi : Doge Francesco Foscari
- Memo Benassi : Donato Almorò
- Elli Parvo : Zanze
- Regina Bianchi : Lucrezia Contarini
- Nino Crisman : Marco Faredano
- Erminio Spalla : Oliviero
- Gero Zambuto : Pietro Faredano
- Olga Solbelli : la femme de Faredano
- Cesare Fantoni : l'assassin de Faredano
- Arturo Bragaglia : Messire Venozzo
- Egisto Olivieri : Marino Cavalli
- Carlo Duse : Vivarin
- Ciro Berardi : l'aubergiste
- Agnese Dubbini : la cuisinière
- Marcella Toschi : la sœur de Leopoldo Moroni
- Grazia Lucenti : la mère de Jacopo Foscari
- Michele Riccardini : l'ivrogne de la taverne
- Amalia Pellegrini : la vieille femme de la taverne
- Felga Lauri : la servante Maria
- Gioconda Stari : une actrice de théâtre
- Elena Vecellio : l'infirmière
- Otello Seno : Antonio Rossi, dit « Brasuola »
- Nino Marchesini : le procureur
- Giulio Battiferri : le premier soldat
- Giovanni Onorato : le deuxième soldat
- Angelo Dessy : un spectateur au procès
- Lina Marengo : une spectatrice au procès
- Gianni Cavalieri : un citoyen
- Nucci Bagnani : la petite fille de Jacopo et Lucrezia